# Crassispira fuscescens
Crassispira fuscescens é uma espécie de gastrópode do gênero Crassispira, pertencente à família Pseudomelatomidae.